# Aachener Bank
Die Aachener Bank eG ist eine regionale Genossenschaftsbank mit Geschäftsstellen in Aachen und den benachbarten Regionen. 

## Organisatorische Informationen
Die Bank ist eine eingetragene Genossenschaftsbank. Kunden können bei der Bank die Mitgliedschaft erwerben. Die Mitglieder haben satzungsgemäß Einfluss auf die geschäftspolitischen Entscheidungen von Genossenschaftsbanken. Bei der Aachener Bank erfolgt dies über die jährliche Vertreterversammlung.
Die Aachener Bank besitzt 14 Geschäftsstellen in Aachen und den benachbarten Gemeinden Aldenhoven, Alsdorf, Baesweiler, Inden, Jülich und Linnich (Ederen). 
Im Zusammenhang mit der Kundenbetreuung vertritt die Aachener Bank als Universalbank ein ganzheitliches Beratungskonzept unter Einbeziehung des genossenschaftlichen Verbundes. Zu diesem zählen u. a. die Bausparkasse Schwäbisch Hall, die TeamBank (easyCredit), die R+V Versicherung und Union Investment als Kooperationspartner.

## Regionales Engagement
Als regionale Volksbank unterstützt die Aachener Bank in der Region zahlreiche Veranstaltungen und Vereine. Karitative und gemeinnützige Projekte in der Region werden dadurch gefördert und ermöglicht. Seit vielen Jahren ist die Aachener Bank beispielsweise Haupt- und Namenssponsor des traditionsreichen „Aachener Bank – Radrennen Rund um Dom und Rathaus“. Neben den Sponsorings vergibt die Bank in jedem Jahr Spenden in Höhe von über 100.000 Euro.

## Geschichte

### Die Gründung
Die Aachener Bank eG wurde am 3. Dezember 1899 als Genossenschaftsbank in Aachen von neun Handwerksmeistern gegründet. Einer der Mitbegründer war Adam Johann Jakob Bragard, Deutscher Konsul und schwedischer Vizekonsul. Dieses Treffen gilt als erste Generalversammlung. Unter der damaligen Firmenbezeichnung Aachener Creditbank eG wurde die Bank am 30. Dezember 1899 beim königlichen Amtsgericht in Aachen eingetragen.
Die Wirtschaftskrise 1929 überstand die Aachener Creditbank eG durch eine gute Liquiditätslage und konnte so zusätzlich größere Geschäftsräume anmieten. Konsequent wurde das Ziel verfolgt eine gute Wirtschaftslage herauszuarbeiten. So erhöhte sich in den ersten Kriegsjahren das Bilanzvolumen durch einen hohen Einlagenzuwachs deutlich. Die Bilanzsumme stieg am Ende des Kriegsjahres 1942 auf 4 Millionen Reichsmark an.
Die Zeit bis zur Währungsumstellung von der Reichsmark auf die Deutsche Mark war durch Stagnation geprägt, jedoch bewies sich das Vertrauen zwischen der Aachener Creditbank eG und ihren Mitgliedern dadurch, dass der Wiederaufbau durch gegebene Kredite unterstützt werden konnte, obwohl keine realen Werte als Sicherheiten zur Verfügung standen.
Durch die Gründung von Banken mit ähnlichen Namen in der Nachkriegszeit wurde die Firmenbezeichnung von Aachener Creditbank eG in Aachener Bank eG nach einem Beschluss der Generalversammlung 1953 geändert.

### Fusionen und Vergrößerung des Geschäftsgebietes
Das Geschäftsgebiet wurde u. a. durch mehrere Fusionen und neue Zweigstellen über die Jahre wie folgt erweitert:
- 1960 kam es zur Fusion mit der Volksbank Alsdorf, um das Geschäftsgebiet in der nördlichen Region zu erweitern. Dadurch ließ sich die Bilanzsumme um 6 Millionen DM auf 35 Millionen DM zum Ende des Jahres steigern.[3]
- In den 1960er Jahren wurden fünf neue Zweigstellen in Aachen eröffnet.[3]
- Im Jahr 1977 erfolgte die nächste Fusion mit der Volksbank Jülich. Damit konnte das Geschäftsgebiet auf die Stadt Jülich und das Jülicher Land ausgeweitet werden.[3]
- Am 1. Dezember 1982 wurden die im Stadtbereich liegenden beiden Zweigstellen der ehemaligen Volksbank Kohlscheid an die Aachener Bank übertragen.[3]
- Zwei Monate später erfolgte am 9. Dezember 1982 eine weitere Zweigstelleneröffnung im Aachener Industriegebiet Dresdener Straße. Das Dienstleistungsangebot eines Bankbetriebes fehlte bis dahin in diesem aufstrebenden Gewerbegebiet, dadurch konnten weitere Geschäftsbeziehungen aufgebaut werden. So steigerte sich die Bilanzsumme Ende 1982 auf 500 Millionen DM.[3]
- Seit 1984 ist die Aachener Bank eG auch in dem wachsenden Wohngebiet Brand vertreten.[3]
- Durch die Nähe zu Belgien wurde 1990 zwischenzeitlich eine Zweigstellen in Eupen eröffnet. Durch diese Erweiterung zeigte sich eine besondere Stellung der Aachener Bank eG als Bank in der Grenzregion zu Belgien und den Niederlanden.[3]
- Es folgten weitere Zweigstelleneröffnungen in Würselen am 1. Dezember 1992 und im Umsiedlungsstandort Inden-Altdorf am 4. August 1993.[3]
- Im Jahr 1998 wurde die Fusion mit der Raiffeisenbank Walheim-Kornelimünster vollzogen, es folgte 2001 die Fusion mit der Volksbank Aachen-Süd, wodurch jeweils der südliche Bereich Aachens weiter erschlossen werden konnte.[3]
- In der letzten Fusion 2015 erfolgte der Zusammenschluss mit der Raiffeisenbank Aldenhoven, damit kamen drei weitere Geschäftsstellen hinzu, sodass sich das Geschäftsgebiet im nördlichen Bereich weiter ausbreitete.[4]